# 三色格粒螺
三色格粒螺（学名：Inella tricolor）为左錐螺科格粒螺屬下的一个种。